# Markus Burger (Komponist)

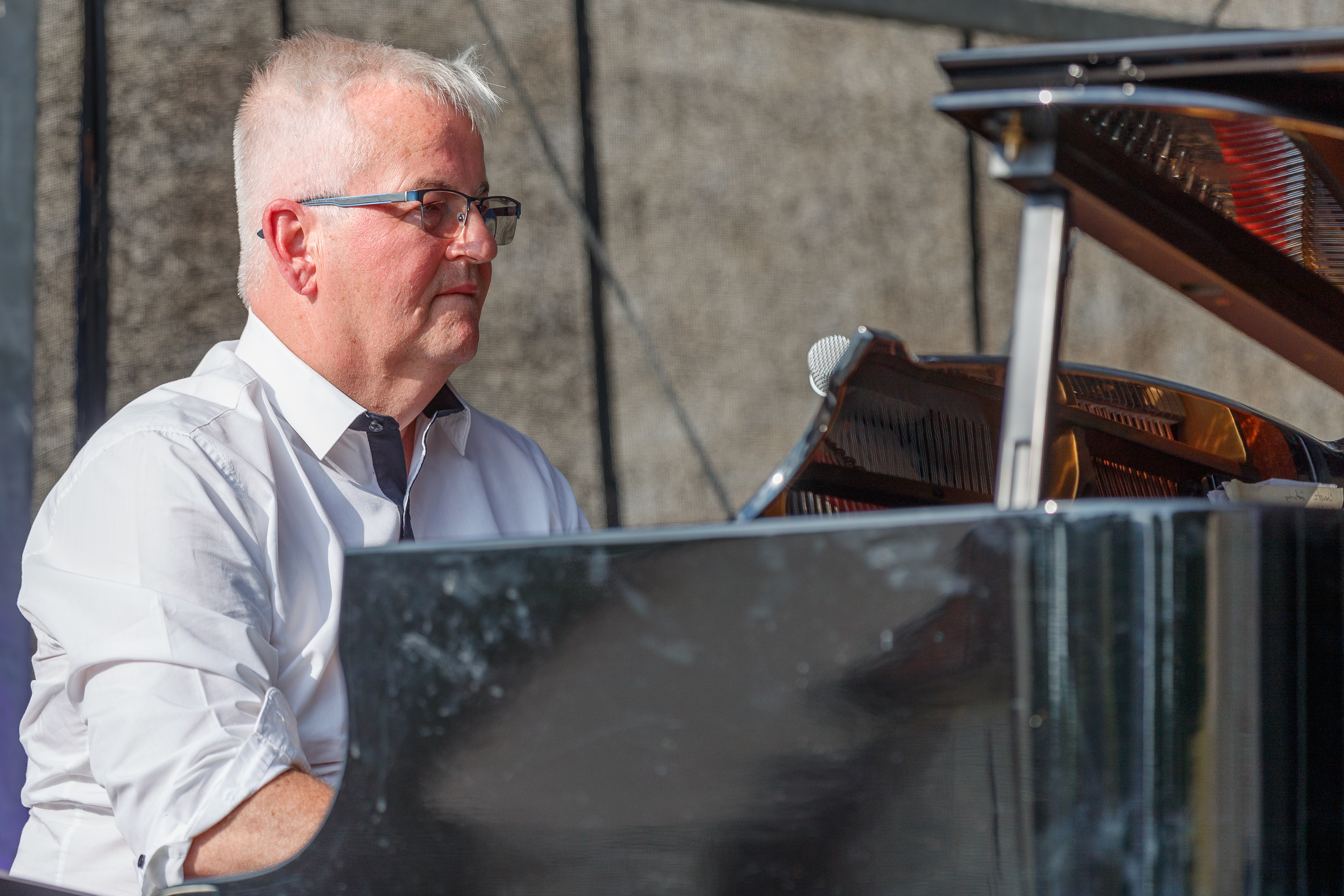
Markus Burger (2023)

Markus Burger (* 30. September 1966 in Wittlich) ist ein deutscher Pianist und Komponist, der sowohl im Jazz- als auch im New-Age-Bereich tätig ist.

## Leben und Wirken
Burger, der in Pünderich aufwuchs, erhielt Klavierunterricht seit dem achten Lebensjahr. Schon früh gewann er klassische Musikwettbewerbe; 1993 war er Preisträger von Jugend jazzt in Rheinland-Pfalz und Nordrhein-Westfalen. Mit dem Jazzorchester Rheinland-Pfalz war er auf mehreren Auslandstourneen. Von 1989 bis 1990 studierte er bei Rob Madna und Tine Schneider am Konservatorium von Hilversum, um dann kurzzeitig in Hamburg den Studiengang Popularmusik bei Udo Dahmen zu besuchen und dann von 1990 bis 1993 an der Folkwang Hochschule zu studieren.
Seit 1989 arbeitet er mit dem Saxophonisten Jan von Klewitz zusammen, mit dem er bis 2008 vier Duoalben mit Spiritual Standards vorgelegt hat. 1992 war er mit Cecil Payne und Patches auf Tournee; auch konzertierte er in Banff mit Kenny Wheeler, Norma Winstone und Stefan Lottermann. 1997 war er Finalist des Internationalen Kompositionswettbewerbs in Monaco. 2005 spielte er mit Mat Marucci das Album  Genesis ein. Mit Joe LaBarbera und Bob Magnusson bildete er das Trio Accidental Tourists (The LA Sessions, Challenge Records, 2012). Zwischen 2010 und 2017 gab Burger als musikalischer Botschafter der Luther Dekade Konzerte in Nord- und Südamerika.
Als Klavierprofessor gehört er zum Lehrkörper des Fullerton College in Fullerton (Kalifornien).

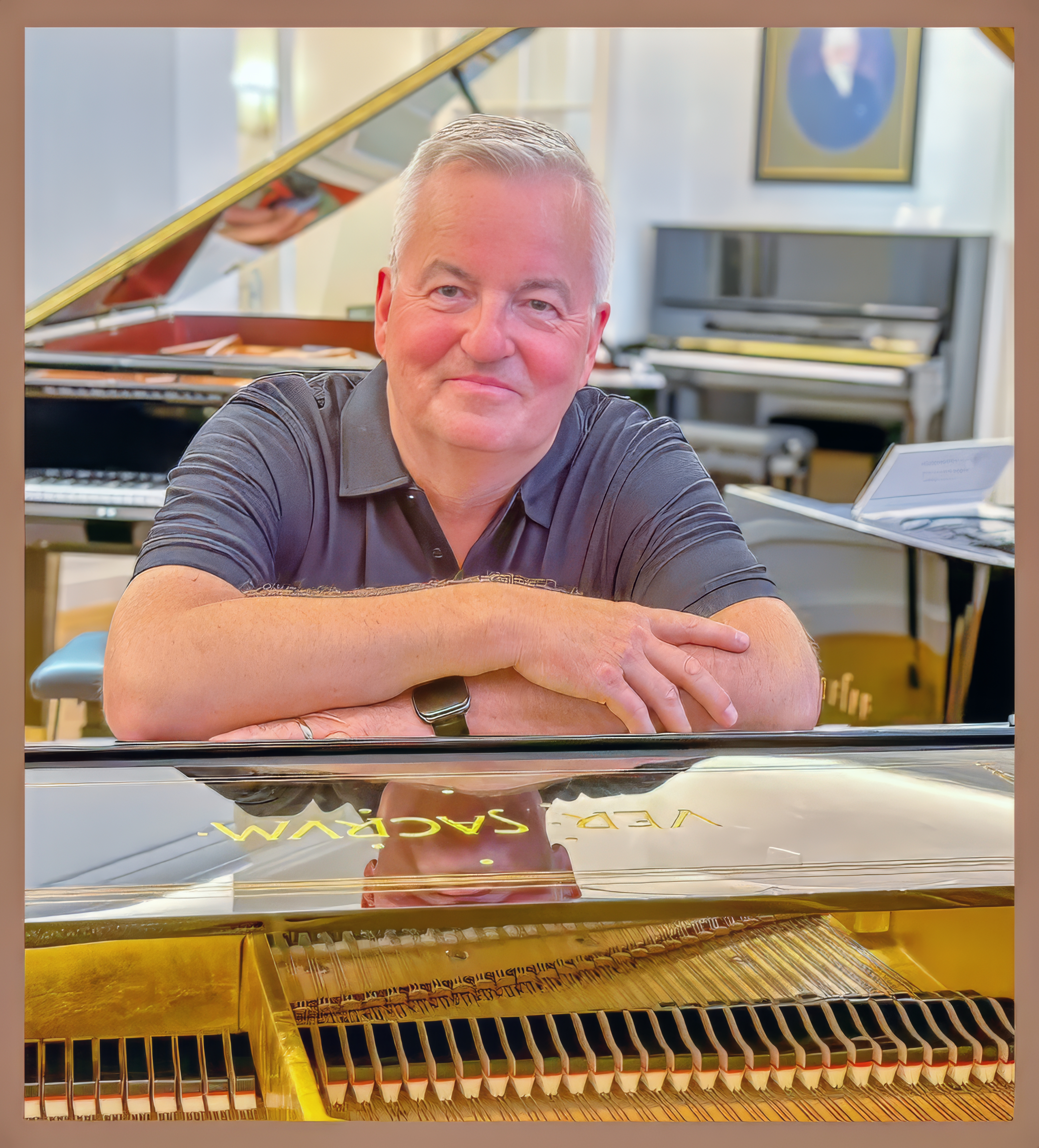
Markus Burger (2023)

## Diskographische Hinweise
- Burger/Klewitz: Spiritual Standards (Jazzline 1998)
- Septer Bourbon: The Smile of the Honeycakehorse (Jazzline 2001, mit Jan von Klewitz, Martin Gjakonovski, Uwe Ecker)
- Ultreya (Jazzline 2003)
- North Atlantic Jazz Alliance: The LA Session (American Creative Music 2006; mit Jim Linahon, Bill Yeager, Jan von Klewitz, Michael Schiefel, Marshall Hawkins, Paul Kreibich)
- Ensemble Katharsis: Vesprae (American Creative Music 2007; mit Dietrich Oberdörfer, Ferruccio Bartoletti, Jan von Klewitz)[5]
- Burger/Klewitz: Quarta - Spiritual Standards from the New World (NRW Records 2008)
- The Vienna Sessions (Challenge 2022)[6]
- Accidental Tourists: Songs Inspired by People and Places (Challenge 2025; mit Jan von Klewitz, Bob Magnusson, Peter Erskine; aufgenommen 2017)